# Oconto (Wisconsin)
Oconto település az Amerikai Egyesült Államok Wisconsin államában, Oconto megyében, melynek megyeszékhelye is. Lakosainak száma 4609 fő (2020. április 1.).

## Népesség
A település népességének változása:

| 2010 | 4 513 |
| 2020 | 4 609 |